# Swainsonsperling

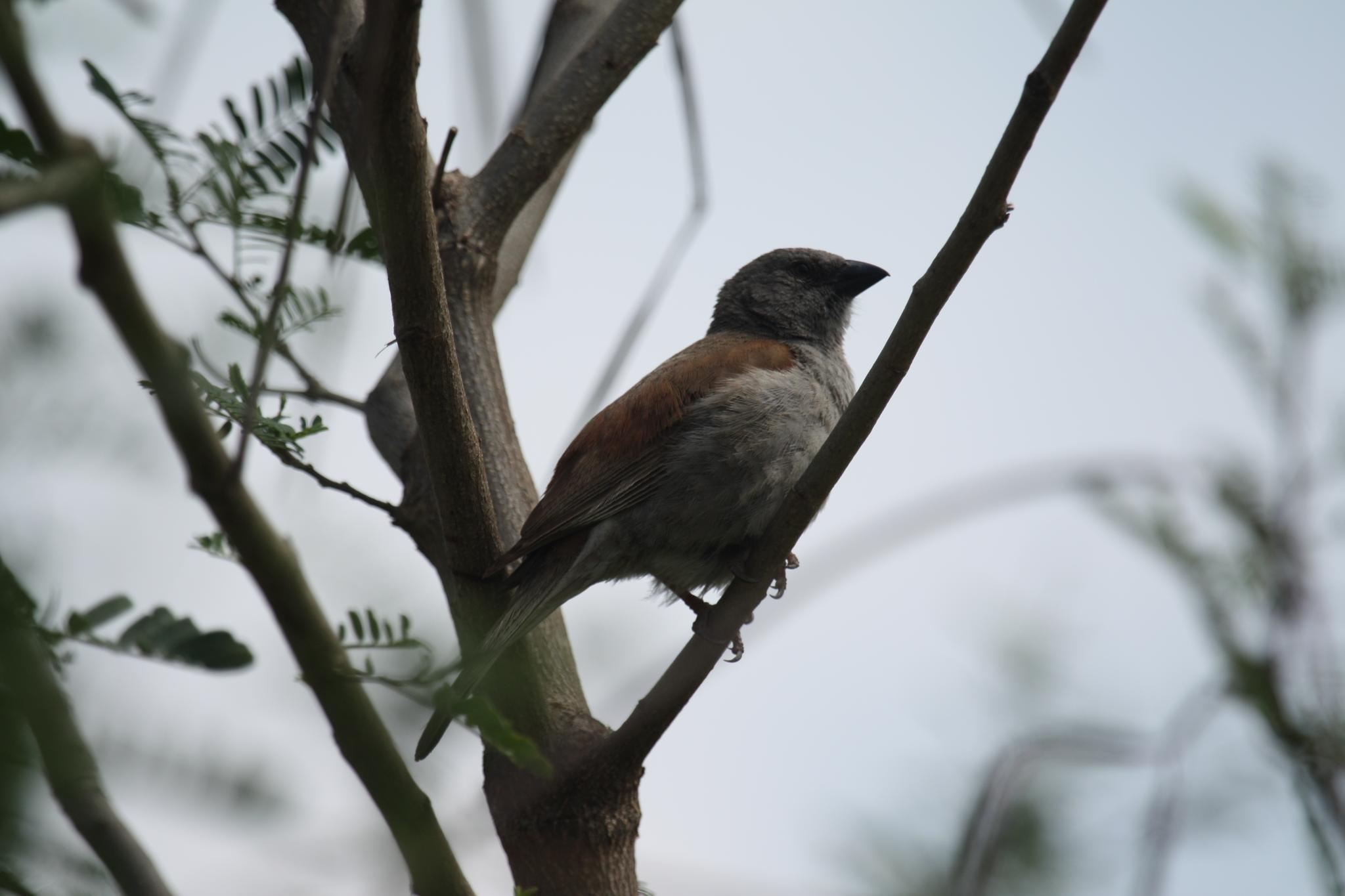
Swainsonsperling

Der Swainsonsperling (Passer swainsonii) ist eine Vogelart aus der Familie der Sperlinge. Die Art kommt ausschließlich im Nordosten Afrikas vor. Das Artepitheton ehrt den englischen Ornithologen William Swainson (1789–1855).
Die IUCN stuft den Swainsonsperling als nicht gefährdet (least concern) ein.

## Erscheinungsbild
Der Swainsonsperling erreicht eine Körperlänge von 16 Zentimetern. Es besteht kein auffälliger Sexualdimorphismus.
Der Bereich von der Stirn bis zum Nacken ist braungrau, die Halsseiten und der Mantel sind matt rotbraun. Der Rücken, der Bürzel und die Oberschwanzdecken sind kastanienbraun. Die Steuerfedern sind dunkelbraun mit hellbraunen, feinen Säumen. Der Bereich vom Schnabelansatz bis zu den Augen ist dunkel graubraun, die Ohrdecken sind blass graubraun. Die Wangen, die Kehle, die Flanken und die Schenkel sind hell graubraun. Die Mitte des Kinns und der oberen Kehle sind etwas heller als die übrige Körperunterseite. Der Schnabel ist schwarz, schwärzlich-hornfarben oder dunkel hornfarben. Die Augen sind dunkelbraun, die Beine blassbraun. 
Es werden keine Unterarten unterschieden.

## Verbreitung und Lebensraum
Der Swainsonsperling ist ein Endemit des Nordostens von Afrika. Zu den Ländern, in denen er vorkommt, zählen der Sudan, Eritrea, Äthiopien, Somalia und der Norden Kenias. Vom Sudan abgesehen ist er überall häufig. Er ist ein Standvogel; nur einige Populationen zeigen auch saisonale Wanderungen.
Der Lebensraum des Swainsonsperlings sind Bergregionen, Moorgebiete, offene Waldregionen, Savannen und mit Sträuchern bewachsenes Grasland. Am häufigsten kommt er jedoch in menschlichen Siedlungen und deren Umgebung vor. In Eritrea lebt er meist auf offenen Hochplateaus in Höhenlagen über 1200 Metern, in Äthiopien kommt er in Gebieten zwischen 1200 und 4500 Höhenmetern vor.

## Lebensweise
Außerhalb der Fortpflanzungszeit leben Swainsonsperlinge in Schwärmen, die gelegentlich mehrere hundert Individuen umfassen. Schwärme dieser Größe können einigen Schaden anrichten, wenn die Vögel in landwirtschaftlichen Anbaugebieten und Gärten einfallen. Sie fressen überwiegend die Samen von Gräsern sowie Getreide und Insekten. 
Die Fortpflanzungsbiologie ist bislang nicht abschließend untersucht. Die Nestkugel wird lose aus Gras zusammengefügt und die Nestmulde mit Federn ausgelegt. Das Nest wird auf Zweigen, in der Krone von Palmen sowie in Baumhöhlen errichtet. Die Vögel nutzen auch Hohlräume an Gebäuden sowie die Nester von Fahlkehlschwalbe und Braunkehl-Uferschwalbe. Swainsonsperlinge wurden schon dabei beobachtet, wie sie Nestlinge der Braunkehl-Uferschwalbe aus den Nestern entfernten, um diese zu besetzen. Das Gelege besteht aus drei bis sechs Eiern. Diese sind weiß mit braunen und grauen Flecken. Die Brutzeit fällt in Eritrea in den Zeitraum Januar bis März und Mai bis November, in Äthiopien brütet die Art dagegen von April bis Dezember.

## Einzelbelege
1. ↑   BirdLife Factsheet zum Swainsonsperling, aufgerufen am 29. Juli 2011
2. 1 2 3   Fry et al., S. 5
3. ↑  Avibase zum Swainsonsperling, aufgerufen am 29. Juli 2011
4. ↑   Fry et al., S. 4–5